# 高秀秀信
高秀 秀信（たかひで ひでのぶ、1929年（昭和4年）8月18日 - 2002年（平成14年）8月29日）は、日本の政治家、官僚。従三位勲一等瑞宝章。
横浜市長（第25・26・27代）、全国市長会会長（第24代）、水資源開発公団総裁、建設事務次官を歴任。

## 概要
北海道夕張郡夕張町（現：夕張市）出身。北海道立夕張中学校から北海道大学工学部土木工学科を卒業後、1952年に建設省に入省。建設事務次官を経て、1986年には水資源開発公団の総裁に就任した。
1990年2月15日、横浜市長の細郷道一が任期中に病死。細郷の死去に伴い4月8日に行われた市長選に、自民党幹事長在任中の小沢一郎や自民党の派閥で当時最大最強の経世会会長金丸信の後押しを受けて立候補。社会党公認の元市議の大久保英太郎ら4候補を破り初当選し、第19代横浜市長に就任。
在任中「みなとみらい21事業」、「危機管理対策」、「2002 FIFAワールドカップ決勝戦横浜誘致」などを行った。
建設省出身として市内基盤整備や自立経済再生をめざす。横浜国際総合競技場（現：日産スタジアム）、横浜国際プール、よこはま動物園ズーラシアなどの大型施設のほか、市内の随所に「ケアプラザ」と呼ばれる老人福祉施設を建設し、都市基盤整備事業においても環状2号線や横浜市営地下鉄1号線・3号線の全線開通、都市計画道路の着工等を行った。
完成させた公共施設の中には不採算を余儀なくされたのも存在する。1990年代半ば以降、景気が低迷期に向かうにつれ市財政に対する市民の危機意識が高まったことから、公共工事一辺倒と批判された高秀市政は、横浜市会の左派や市長選の対立候補などから、しばしば「箱物行政の典型」と評価される。また、場外馬券売場の売り上げを対象に特別税を課税しようとしたことについて、競馬ファンに反発された。
結果として地方財政のバランスシートが悪化したが、東京に比べ産業の集積性や労働生産性が低いことから他の衛星都市と市政実績面では変わらないといえる。東京湾のなかで東京港、千葉港、川崎港と競争を余儀なくされた横浜港を、国際貿易港としての拠点性を維持し、港湾資本の拡充をするなど、政令指定都市としての拠点性維持を目指した。また首都圏人口スプロール化現象の中でともすれば市域一体感が乏しくなる横浜を、市営地下鉄で各拠点を結ぶなどの政策を推進した。これは横浜市内の部分最適を目指すあまり、広域行政の視点が欠落しており、神奈川県とのリレーション不足だという批判もある。
2002年春、4期目を目指し、自民党、公明党、民主党神奈川県連、社民党、保守党、連合推薦を受け横浜市長選挙に出馬するものの、新人の中田宏に競り負け12年務めた市長の座を譲った。同選挙に一旦出馬表明しながら断念した竹田恒泰も中田の支援を表明し、前年春の内閣総理大臣指名選挙で党派を超えて中田の支持を受けた小泉純一郎も自民党総裁でありながら自民党推薦候補の高秀の政策を評価せず、中田を官邸に招き激励した。
退任後は日韓ワールドカップの特別顧問を務めた。同年8月29日、食道静脈瘤破裂のため死去。73歳没。

## 経歴
- 1929年　北海道夕張郡夕張町に生まれる。
- 1946年3月　北海道立夕張中学校卒業。
- 1952年3月　北海道大学工学部土木工学科卒業
- 1952年4月　建設省入省
- 1973年8月　建設大臣官房技術調査室長
- 1975年4月　建設省都市局下水道部流域下水道課長
- 1977年2月　建設省関東地方建設局河川部長
- 1978年11月　建設大臣官房技術参事官
- 1980年7月　建設省中部地方建設局長
- 1981年6月　国土庁水資源局長
- 1983年7月　技監
- 1984年3月　工学博士（京都大学）
- 1984年6月　建設事務次官
- 1985年10月　建設省顧問
- 1986年5月　水資源開発公団総裁
- 1990年　横浜市長（1期目、自民党・公明党・民社党推薦）
- 1994年　横浜市長（2期目、自民党・社会党・新生党・公明党・民社党推薦）
- 1998年　横浜市長（3期目、自民党・自由党・新党平和・民政党・社民党・新党友愛・改革クラブ・公明党推薦）
- 2001年　全国市長会会長
- 2002年　市長選に敗れ、4月7日付で横浜市長・全国市長会会長を退任。8月29日死去。